# Cejle
Cejle är en ort i Tjeckien.   Den ligger i regionen Vysočina, i den centrala delen av landet, 110 km sydost om huvudstaden Prag. Cejle ligger 543 meter över havet och antalet invånare är 408.
Terrängen runt Cejle är huvudsakligen platt, men den allra närmaste omgivningen är kuperad. Cejle ligger nere i en dal. Runt Cejle är det ganska tätbefolkat, med 207 invånare per kvadratkilometer. Närmaste större samhälle är Jihlava, 9,1 km öster om Cejle. I omgivningarna runt Cejle växer i huvudsak blandskog.